# 이태엽
이태엽(1959년 6월 16일 ~ )은 대한민국의 전직 축구 선수이자 축구 지도자로 현역 시절 포지션은 공격수였으며 현재 영광 FC U-18팀의 감독으로 재직 중이다.

## 선수 시절
1959년 6월 16일 전라남도 영광군 출생으로 영광초등학교, 해룡중학교를 거쳤고 해룡고등학교 1학년 때이던 1975년 광주 금호고등학교로 전학가면서 금호고 축구부 창단 멤버가 되었다.
금호고등학교를 졸업한 뒤 1978년 고졸 신분으로 서울시청에 입단하여 박종환 감독의 지도하에 서울시청의 핵심 공격수로 맹활약하며 1980년 춘계실업축구연맹전 득점왕, 1981년 종합선수권대회 MVP, 1982년 코리안리그 득점왕을 수상하며 실업축구계의 정상권 공격수로 자리매김했다.
그리고 1979년 대한민국 B팀에 선발되며 국가대표팀 커리어를 시작한 뒤 이듬해인 1980년 5월 대한민국 A대표팀에 발탁되어 같은 해에 열린 1980년 AFC 아시안컵에 출전하여 대한민국의 준우승에 일조했고 이후 1983년까지 A대표팀의 일원으로 맹활약하는 동안 국위선양을 펼치며 당시 대통령이었던 전두환으로부터 체육훈장 백마상을 수여받기도 했다.
이후 실업리그에서의 활약을 바탕으로 1983년 창단된 당시 K리그(당시 슈퍼리그) 소속팀인 국민은행 축구단으로 이적했지만 3년간 크고 작은 부상 때문에 많은 활약을 보이지 못했고 결국 2시즌간 32경기 3골에 그친 뒤 1985년 26세의 젊은 나이에 돌연 선수 생활을 마감했다.

## 지도자 경력
선수 은퇴 후인 1985년 12월 당시 전남 지역 유일의 실업축구팀이던 목포항운노조의 플레잉코치로 입단한 뒤 1988년 팀이 해체 위기에 몰리는 상황이 되자 목포항운노조의 감독을 맡아 팀을 회생시키기 위해 노력했고 특히 같은 해 12월 목포항운노조가 해체 통보를 받은 상황 속에서 자비로 선수단을 유지하며 전국축구선수권대회 참가 의지를 밝히는 등 각고의 노력을 기울였지만 이러한 노력에도 불구하고 결국 팀은 해체 수순을 밟고 말았다.
그리고 약 10년간 개인사업으로 축구계를 떠나 있다가 2000년 1월 서울 장안중학교 축구부 감독으로 부임하며 KFA 1급 지도자 자격증을 취득했다. 
이후 2002년 천안오룡기배 우승, 인천시장기배 우승을 거머쥐면서 지도자 역량을 과시했고 2006년 10월에는 서울시 중학교 선발팀 감독을 맡아 한일중등축구정기전에서 우승을 거머쥐었으며 같은 해 12월에는 중국 상하이에서 열린 국제 U-15 청소년 대회에서 대한민국 중학교 선발팀 감독으로 활동했다.
그 뒤 2007년 1월 호남대학교 축구부 감독으로 부임하여 같은 해 험멜코리아배 제62회 전국대학축구선수권대회에서 호남대학교를 준우승으로 이끈 공을 인정 받아 이 대회 최우수 감독상을 수상하는 영예를 안았으며 이듬해인 2008년에는 AFC A급 지도자 자격증을 취득했다.
2011년 이후 용인시 축구센터 산하 중학교 축구부인 원삼중학교와 신갈고등학교에서 2017년까지 지도자 생활을 이어가다가 2018년부터 고향인 영광으로 내려와 영광 FC U-18팀 감독으로 마지막 지도자 생활을 보내고 있다.

## 여담
친아들은 광주 FC U-15팀의 코치로 활동 중인 이승환이며 사위는 현재 충북 청주 FC에서 골키퍼로 활약하고 있는 류원우이며 조카는 걸그룹 브레이브걸스의 2기 멤버로 활동 중인 유나이다.